# Wroniec (roślina)
Wroniec (Huperzia Bernh.) – rodzaj roślin należący do rodziny widłakowatych. W wąskim ujęciu (w systemie PPG I z 2016) obejmuje 25 gatunków (w niektórych ujęciach liczba gatunków zmniejszana jest do 10–15). Są to rośliny naziemne, czasem też naskalne, rosnące w strefie klimatu umiarkowanego i arktycznego oraz w górach w strefie międzyzwrotnikowej. Zasiedlają zwykle lasy i siedliska w strefie alpejskiej. We florze Polski występuje tylko jeden gatunek – wroniec widlasty Huperzia selago.
Nazwa naukowa rodzaju nadana została dla upamiętnienia niemieckiego ogrodnika, specjalizującego się w hodowli paprotników – Johanna Petera Huperza.

## Morfologia

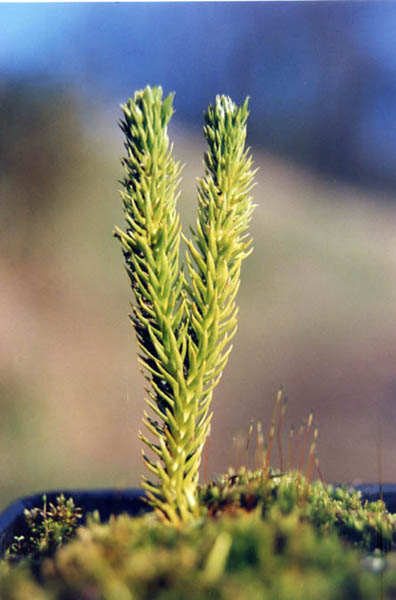
Dychotomicznie rozgałęziony pęd widłaka wrońca

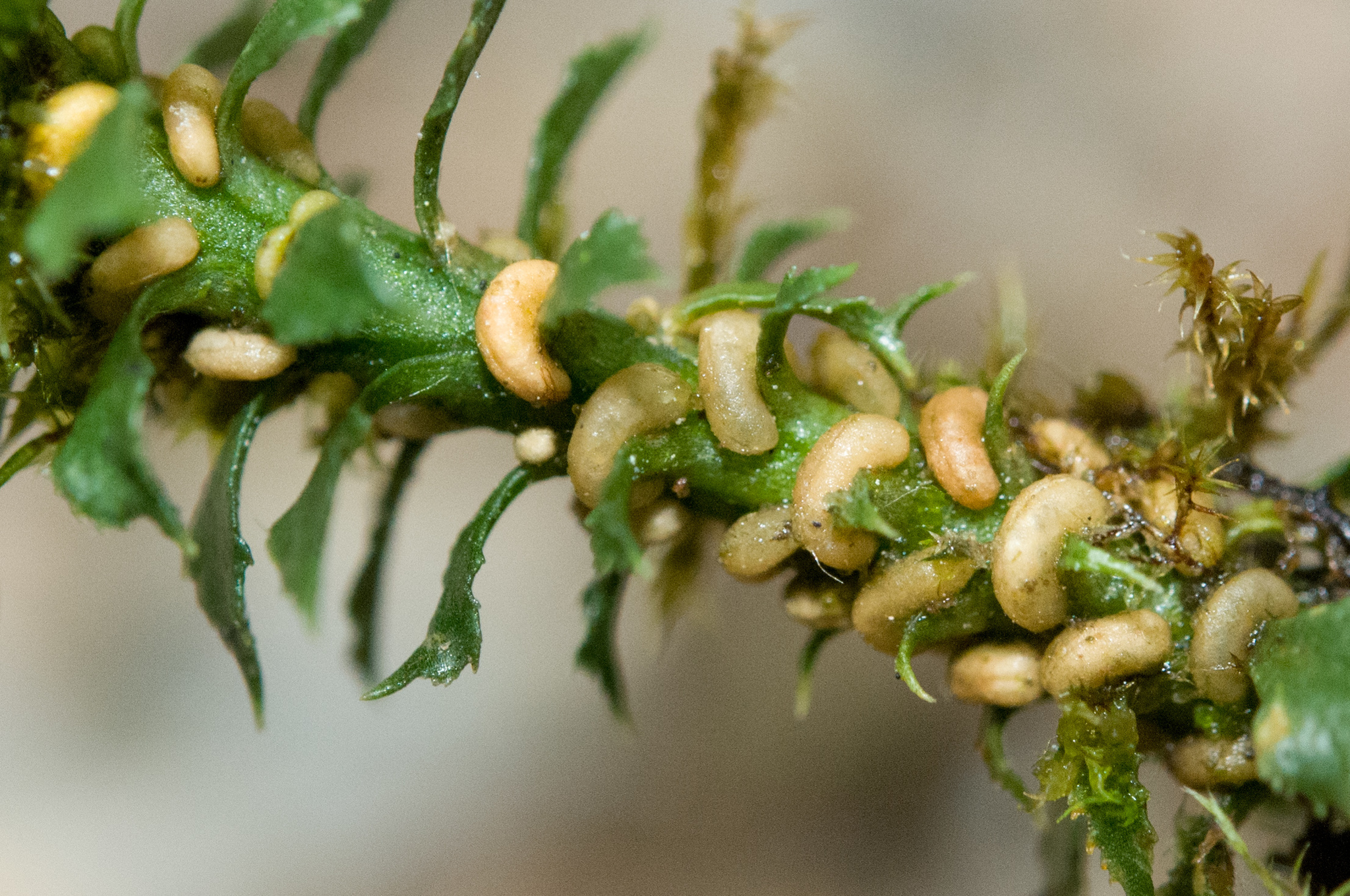
Zarodnie Huperzia serrata

Pokrój sporofituRośliny niewielkie o pędach prosto wznoszących się lub podnoszących się (brak pędów płożących się, poziomo rosnących), osiągających od 3 do 32 cm wysokości. Pędy dychotomicznie rozgałęzione osiągają wraz z okrywającymi je liśćmi od 2 do 16 mm średnicy. Korzenie tworzą się w górnej części pędów, skąd kierują się w dół w obrębie kory i przebijają pęd na poziomie gruntu. W górnej części pędu występują bulwki (różniące ten rodzaj od bardzo podobnych roślin z rodzaju Phlegmariurus). Bulwki stanowią pączki otulone czterema liśćmi osiągające długości i szerokości wynoszącej od 2 do 6 mm.
LiścieTrójkątne do lancetowatych lub nawet równowąskich, przylegające do łodygi, wzniesione lub odstające, niezróżnicowane wielkością lub nieco różne w zależności od powstania w różnych porach roku, przy czym dolne liście zwykle są nieco większe od tych w szczytowej części pędu. Całobrzegie lub nieregularnie ząbkowane.
ZarodnieNerkowate, otwierające się dwiema klapami, rozwijają się w kątach liści zarodnionośnych (sporofili), które nie różnią się lub są tylko nieco mniejsze od zwykłych liści asymilacyjnych (trofofili). Sporofile skupione są w szczytowej części pędu lub występują odcinkami na różnej jego długości i wysokości. Sporofile u części przedstawicieli są niezbyt odmienne od płonnych liści asymilacyjnych lub wyraźnie od nich mniejsze. Zarodniki jednakowe (jak u innych widłakowatych), tetradryczne, z wewnętrznymi ścianami wklęsłymi i wyraźnymi krawędziami.
GametofitRoślina podziemna, myko-heterotrof (pasożytująca na grzybie), nierozgałęziająca się, mająca kształt eliptyczny lub równowąski.

## Biologia
Rośliny o długim cyklu życiowym (samo kiełkowanie zarodników trwa od 3 do 5 lat), rozmnażające się przemiennie wegetatywnie i generatywnie w trakcie sezonu wegetacyjnego. Rozmnażanie wegetatywne następuje za pomocą bulwek, mających zdolność do natychmiastowego rozwoju zaraz po oderwaniu od rośliny macierzystej. Produkcja bulwek obserwowana jest intensywnie u roślin z populacji występujących na obszarach górskich, podczas gdy w populacjach niżowych wytwarzanie bulwek jest względnie rzadkie.

## Systematyka
Synonimy taksonomiczne
Plananthus P. de Beauv. ex Mirbel in Lam. et Mirbel, Selago Schur, Urostachys Herter
Pozycja systematyczna
W systemie PPG I z 2016 jest to jeden z trzech rodzajów z podrodziny Huperzioideae W.H.Wagner & Beitel ex B.Øllg. z rodziny widłakowatych. W obrębie podrodziny jest to takson siostrzany dla rodzaju Phylloglossum, wraz z którym z kolei tworzy grupę siostrzaną dla rodzaju Phlegmariurus. Taka relacja oznacza, że nieuprawniony jest podział w tej podrodzinie na szeroko ujmowany rodzaj Huperzia i monotypowy Phylloglossum – poprawne jest albo łączenie wszystkich taksonów z podrodziny w jeden rodzaj Huperzia sensu lato, albo podział na trzy rodzaje, co jest współcześnie preferowane. W szerokim ujęciu rodzaju, obejmujących wszystkie gatunki podrodziny Huperzioideae z wyjątkiem wyraźnie odmiennego Phylloglossum drummondii, obejmuje on 300–400 gatunków, ale ma charakter parafiletyczny.
W Species Plantarum (1753) Karola Linneusza wszystkie znane wówczas widłaki zaliczone zostały do jednego rodzaju – widłak Lycopodium. W latach 1800–1806 Johann Jakob Bernhardi zaproponował wyodrębnienie rodzaju Huperzia, ale w XIX wieku jego wyróżnianie nie było powszechne. W 1887 John Gilbert Baker zaklasyfikował rośliny tu zaliczane do jednego z czterech podrodzajów Lycopodium – subgen. Selago. Ernst Georg Pritzel w 1900 wyróżnił grupujący je podrodzaj pod nazwą Urostachya. W 1909 Wilhelm Gustav Franz Herter zmienił jego nazwę na Urostachys, a w 1923 podniósł ten takson do rangi rodzaju Urostachys. Wciąż jednak bardziej powszechne było szerokie ujmowanie rodzaju Lycopodium. W 1944 Werner Rothmaler nie tylko uznał za celowe wyodrębnienie rodzaju Urostachys, ale wskazując na znaczące różnice względem pozostałych widłaków zaproponował wyodrębnienie tego rodzaju w monotypową rodzinę Urostachyaceae. W 1962 ten sam autor zmienił nazwę rodziny na Huperziaceae, a dla rodzaju wrócił do nazwy Huperzia. O ile koncept osobnej rodziny w połowie XX wieku i później nie został szerzej przyjęty, o tyle akceptowano wówczas już dość powszechnie odrębność rodzaju Huperzia. W 1964 Josef Holub wyłączył część jego gatunków w osobny rodzaj Phlegmariurus, z którego sam jednak zrezygnował łącząc je ponownie pod nazwą Huperzia w 1985. W kolejnych latach w różnych ujęciach rodzaje te były łączone lub rozdzielane. Badania molekularne i uwzględnienie relacji z Phylloglossum zaowocowało przyjęciem w systemie PPGI klasyfikacji obejmującej te trzy rodzaje, łączone w ramach podrodziny Huperzioideae. Rodzaj Phlegmariurus włączony został jednak do Huperzia m.in. przez bazy „Plants of the World Online” i „The World Flora Online”. 
Wykaz gatunków (wąskie ujęcie)
- Huperzia hippuridea (Christ) Holub
- Huperzia hippuris (Desv. ex Poir.) Trevis.
- Huperzia lucidula (Michx.) Trevis.
- Huperzia montana (Underw. & F. E. Lloyd) Holub
- Huperzia pithyoides (Schltdl. & Cham.) Holub
- Huperzia selago (L.) Bernh. ex Schrank & Mart. – wroniec widlasty, widłak wroniec
- Huperzia serrata (Thunb.) Trevis.
- Huperzia stemmermanniae (A. C. Medeiros & W. H. Wagner) Kartesz

## Zastosowanie
Wroniec widlasty stosowany jest jako lek wymiotny. Huperzia serrata wykorzystywany był eksperymentalnie w terapii choroby Alzheimera.